# DYuSSh 스메나-제니트

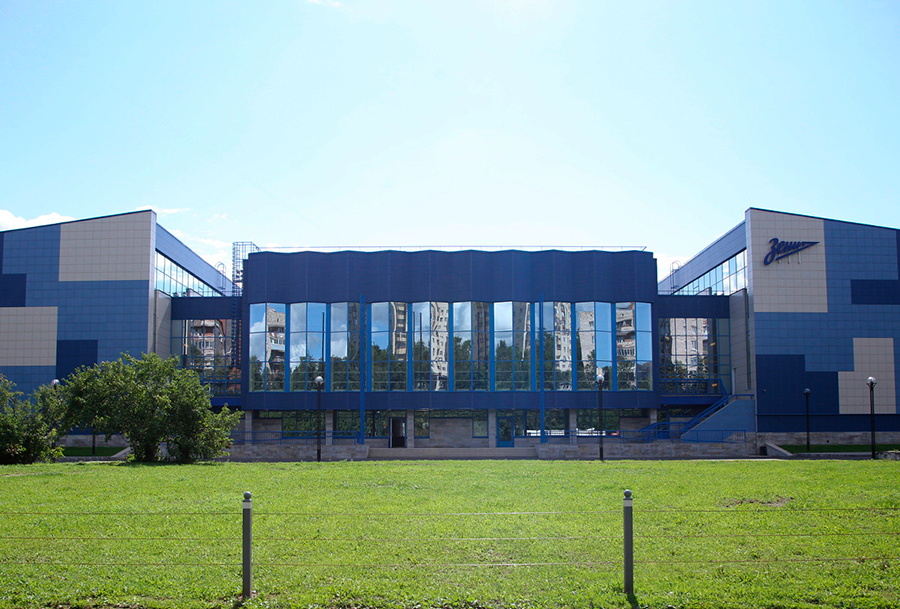

DYuSSh 스메나-제니트 러시아어: ДЮСШ "Смена-Зенит" 는 흔히 FC 제니트 아카데미 또는 '스메나 축구 학교'로 도 알려져 있으며, 러시아 상트페테르부르크에 위치한 축구 학교이다.

## 역사
이 학교는 1957년에 설립되었고, 현재는 제니트의 유스팀으로 소속되어있다.

## 배출한 유명 축구선수
스메나에서 배출한 축구선수중, 러시아 축구 국가대표팀 소속으로 뛴 축구선수로는, 뱌체슬라프 말라페예프, 이고리 데니소프, 안드레이 아르샤빈, 블라디미르 비스트로프와 빅토르 바신이 있으며, 은퇴한 축구선수 로는 블라디슬라프 라디모프와 올레크 살렌코가 있다.